# Боян Търкуля
Боян Търкуля (на сърбохърватски: Bojan Trkulja) е боснески сръбски футболист, защитник. През 2007 г. е състезател на Берое. През 2008 г. премивана в латвийския Даугава Даугавпилс. Висок е 184 см и тежи 79 кг. Предишни тимове, за които се е сътезавал са Обилич (Белград, Сърбия), Гласинац (Соколец, Босна и Херцеговина), Жепче (Жепче, Босна и Херцеговина), Рудар (Углевик, Босна и Херцеговина), Раднички (Пирот, Сърбия), Шопрон (Шопрон, Унгария).